# Arondismentul Sedan
Arondismentul Sedan (în franceză Arrondissement de Sedan) este un arondisment din departamentul Ardennes, regiunea Champagne-Ardenne, Franța.

## Subdiviziuni

### Cantoane
- Cantonul Carignan
- Cantonul Mouzon
- Cantonul Raucourt-et-Flaba
- Cantonul Sedan-Est
- Cantonul Sedan-Nord
- Cantonul Sedan-Ouest

### Comune
| 1. Amblimont (08009)               | 2. Angecourt (08013)            | 3. Artaise-le-Vivier (08023)       | 4. Auflance (08029)                  |
| 5. Autrecourt-et-Pourron (08034)   | 6. Balan (08043)                | 7. Bazeilles (08053)               | 8. Beaumont-en-Argonne (08055)       |
| 9. La Besace (08063)               | 10. Bièvres (08065)             | 11. Blagny (08067)                 | 12. Bosseval-et-Briancourt (08072)   |
| 13. Brévilly (08083)               | 14. Bulson (08088)              | 15. Carignan (08090)               | 16. La Chapelle (08101)              |
| 17. Cheveuges (08119)              | 18. Chéhéry (08114)             | 19. Chémery-sur-Bar (08115)        | 20. Daigny (08136)                   |
| 21. Les Deux-Villes (08138)        | 22. Donchery (08142)            | 23. Douzy (08145)                  | 24. Escombres-et-le-Chesnois (08153) |
| 25. Euilly-et-Lombut (08159)       | 26. La Ferté-sur-Chiers (08168) | 27. Fleigneux (08170)              | 28. Floing (08174)                   |
| 29. Francheval (08179)             | 30. Fromy (08184)               | 31. Givonne (08191)                | 32. Glaire (08194)                   |
| 33. Haraucourt (08211)             | 34. Herbeuval (08223)           | 35. Illy (08232)                   | 36. Linay (08255)                    |
| 37. Létanne (08252)                | 38. Mairy (08267)               | 39. Maisoncelle-et-Villers (08268) | 40. Malandry (08269)                 |
| 41. Margny (08275)                 | 42. Margut (08276)              | 43. Matton-et-Clémency (08281)     | 44. Messincourt (08289)              |
| 45. Mogues (08291)                 | 46. Moiry (08293)               | 47. La Moncelle (08294)            | 48. Le Mont-Dieu (08300)             |
| 49. Mouzon (08311)                 | 50. La Neuville-à-Maire (08317) | 51. Noyers-Pont-Maugis (08331)     | 52. Osnes (08336)                    |
| 53. Pouru-Saint-Remy (08343)       | 54. Pouru-aux-Bois (08342)      | 55. Puilly-et-Charbeaux (08347)    | 56. Puré (08349)                     |
| 57. Raucourt-et-Flaba (08354)      | 58. Remilly-Aillicourt (08357)  | 59. Rubécourt-et-Lamécourt (08371) | 60. Sachy (08375)                    |
| 61. Sailly (08376)                 | 62. Saint-Aignan (08377)        | 63. Saint-Menges (08391)           | 64. Sapogne-sur-Marche (08399)       |
| 65. Sedan (08409)                  | 66. Signy-Montlibert (08421)    | 67. Stonne (08430)                 | 68. Thelonne (08445)                 |
| 69. Tremblois-lès-Carignan (08459) | 70. Tétaigne (08444)            | 71. Vaux-lès-Mouzon (08466)        | 72. Villers-Cernay (08475)           |
| 73. Villers-devant-Mouzon (08477)  | 74. Villers-sur-Bar (08481)     | 75. Villy (08485)                  | 76. Vrigne-aux-Bois (08491)          |
| 77. Wadelincourt (08494)           | 78. Williers (08501)            | 79. Yoncq (08502)                  |                                      |